# Zgornje Negonje
Zgornje Negonje este o localitate din comuna Rogaška Slatina, Slovenia, cu o populație de 141 de locuitori.